# Amphiesma atemporale
Amphiesma atemporale е вид влечуго от семейство Смокообразни (Colubridae).

## Разпространение
Видът е разпространен във Виетнам, Китай (Гуандун, Гуанси, Гуейджоу и Юннан), Лаос и Хонконг.